# Исмаилов, Микаил Исмаил оглы
Исмаилов, Микаил Исмаил оглы – вице-Президент Государственной нефтяной компании Азербайджанской Республики (SOCAR) (2005-2021 гг.), Председатель правления Общественного объединения “Спортивный Клуб Нефтчи“ (2013-2021 гг.), Вице-президент Федерации Дзюдо Азербайджана (2015-2021 гг.), Председатель Совета Директоров ЗАО «Экол Инженерные Услуги» (2021 г. – настоящее время).

## Личная жизнь
Микаил Исмаилов родился 9 июня 1964 года в селе Чийни Агсуинского района. После окончания средней школы он поступил на факультет бухгалтерского учета Азербайджанского Института Народного Хозяйства (Азербайджанский Государственный Экономический Университет) в 1982 году. Микаил Исмаилов был призван на действительную военную службу в 1983 году и после прохождения военной службы в 1985 году продолжил свое высшее образование в Бакинском филиале Ленинградского финансово-экономического института им. Вознесенского. После получения высшего образования Микаил Исмайлов прожил содержательную и насыщенную жизнь, посвятив себя возрождению экономики Азербайджана. Его управленческий опыт, организаторские способности и высокий профессионализм позволили ему подняться до такой ответственной должности как вице-президента Государственной нефтяной компании Азербайджанской Республики. Он является членом партии «Ени Азербайджан». Женат, имеет троих детей.

## Карьера
Микаил Исмаилов начал свою карьеру в качестве молодого специалиста в 1988 году на легендарных Нефтяных камнях. Желание глубоко усвоить все тонкости профессии, высокий спрос на свою работу всегда привлекали внимание людей, окружавших Микаила Исмаилова, нанятого бухгалтером в строительно-монтажное управление № 3 на Нефт Дашлары (Нефтяные камни. ) треста «Азерденизнефтиншаат». Способность достойно выполнять задачи, возложенные на него во время его работы на Нефтяных камнях, вскоре побудила руководство продвинуть его по службе, и Микаил Исмаилов сначала был назначен заместителем главного бухгалтера Строительно-монтажного управления № 3 месторождения Нефт Дашлары. треста «Азерденизнефтиншаат», а затем, с 1992 года, был назначен главным бухгалтером строительно-монтажного управления № 3 Каспийского нефтегазового строительного треста. С 1997 года Микаил Исмайлов был переведен на должность заместителя главного бухгалтера по проверке и учету Морского нефтегазового производственного объединения и занимал эту должность до 2003 года.
Часть жизни и деятельности Микаила Исмайлова связана с Бакинским нефтеперерабатывающим заводом имени Гейдара Алиева. В 2003-2005 годах Микаил Исмайлов работал заместителем директора по экономике и снабжению на этом предприятии.
В 2005 году Указом Президента Азербайджанской Республики был назначен на должность вице-президента Государственной нефтяной компании Азербайджанской Республики и освобожден от этой должности в 2021 году. В настоящее время Микаил Исмаилов продолжает свою деятельность в Закрытом Акционерном Обществе «Экол Инжиниринг Сервисез». Микаил Исмаилов назначен Председателем Совета директоров решением Общего собрания акционеров от 01.10.2021 г. Микаил Исмаилов также принимал активное участие в спортивной жизни страны и запомнился своей результативной деятельностью в этой сфере. Микаил Исмаилов занимал пост вице-президента Федерации дзюдо Азербайджана в 2015-2021 годах и в 2013-2021 годах занимал должность председателя правления Общественного объединения “Спортивный Клуб Нефтчи”.